# وب (میسیسیپی)
وب (به انگلیسی: Webb) شهرکی در ایالت میسیسیپی کشور ایالات متحده آمریکا است که جمعیت آن در سرشماری سال ۲۰۱۰ میلادی، ۵۶۵
نفر بوده‌است.